# SimAnt
SimAnt (título completo: SimAnt: The Electronic Ant Colony, em tradução livre SimAnt: A Colônia de Formigas Eletrônica) é um jogo simulador de vida da Maxis lançado em 1991,  que consiste em gerenciar um formigueiro. O jogo foi desenvolvido por Will Wright, que na época já tinha criado o primeiro SimCity. Em 1992, o jogo foi nomeado "o melhor programa de simulação".

## Jogabilidade
O jogo simula a vida de formigas negras em um formigueiro no jardim de uma casa suburbana. Wright se inspirou nos estudos de Edward Osborne Wilson para criar o design do jogo. Além de cuidar da alimentação das formigas, o jogador deve proteger a colônia das formigas-de-fogo rivais. O objetivo final é expandir a colônia por todo o jardim e por toda a casa, expulsando as formigas-de-fogo e os humanos que lá habitam. O jogo possui três modos: Rápido, Completo e Experimental.